# 东大滩水库
东大滩水库是中国青海省海北藏族自治州海晏县境内的一座水库，位于湟水支流巴燕河上，建于1982年。水库正常库容为1830万立方米，集雨面积为1536平方千米，海拔为2975米。